# Кинич-Муван-Холь I
Кинич-Муван-Холь I (дословно Опаляющая Сова-Череп) (1-я треть IV века — 359 год) — тринадцатый правитель древнего майяского царства Мутуль со столицей в Тикале.

## Биография
Кинич-Муван-Холь I взошёл на престол в 1-й трети IV века, после Иш-Уне-Балам, первой известной женщины на троне Мутульского царства.
Ему наследовал Чак-Ток-Ичак II, последний правитель Тикаля из Первой династии.